# 山郷村 (鳥取県)
山郷村（やまさとそん）は、明治22年（1889年） - 昭和29年（1954年）、鳥取県智頭町にあった村。学校区であった山郷区とは異なる。

## 歴史

### 沿革
- 1889年（明治22年）10月01日 - 尾見村、西谷村、中原村、福原村、駒帰宿が合併して山郷村が成立。
- 1896年（明治29年）4月1日 - 郡制の施行により、「八上八東智頭郡役所」の管轄地域をもって八頭郡が発足。同日智頭郡廃止。
- 1954年（昭和29年）07月01日 - 智頭町に編入。

## 地域

### 教育
- 山郷尋常高等小学校

### 神社仏閣
- 福原神社
- 白坪神社
- 中原神社
- 温江神社
- 奥神社
- 中宮神社